# Чемпіонат світу зі сноуборду
Чемпіонат світу зі сноуборду (англ. FIS Snowboard World Championships) — міжнародні змагання зі сноубордингу, які проводяться один раз на два роки під патронатом Міжнародної федерації лижного спорту. Вперше був проведений у 1996 році. У програму змагань входять сноубордкрос, хафпайп, паралельний гігантський слалом, паралельний слалом та змагання у форматі «Біг ейр» (англ. Big air) (тільки чоловіки).

## Міста в яких проходив Чемпіонат
- 1996:  Лієнц
- 1997:  Сан-Кандідо
- 1999:  Берхтесгаден
- 2001:  Мадонна-ді-Кампільйо
- 2003:  Крайсберг
- 2005:  Вістлер
- 2007:  Ароза
- 2009:  Канвондо
- 2011:  Ла Моліна
- 2013:  Стоунхем-ет-Теуксбері
- 2015:  Шенберг-Лагталь
- 2017:  Ла Моліна
- 2019:  Парк-Сіті

## Медальній залік
Після чемпіонату світу 2017.
| Місце | Країна        | Золото | Срібло | Бронза | Загалом |
| ----- | ------------- | ------ | ------ | ------ | ------- |
| 1     | Франція       | 20     | 22     | 9      | 51      |
| 2     | Австрія       | 15     | 17     | 18     | 50      |
| 3     | США           | 15     | 11     | 19     | 45      |
| 4     | Швейцарія     | 13     | 15     | 9      | 37      |
| 5     | Фінляндія     | 9      | 5      | 9      | 23      |
| 6     | Італія        | 8      | 4      | 8      | 20      |
| 7     | Канада        | 7      | 7      | 7      | 21      |
| 8     | Австралія     | 6      | 2      | 3      | 11      |
| 9     | Німеччина     | 4      | 4      | 7      | 15      |
| 10    | Росія         | 4      | 4      | 5      | 13      |
| 11    | Норвегія      | 4      | 3      | 7      | 14      |
| 12    | Словенія      | 3      | 4      | 4      | 11      |
| 13    | КНР           | 3      | 1      | 1      | 5       |
| 14    | Швеція        | 2      | 7      | 6      | 15      |
| 15    | Японія        | 2      | 4      | 2      | 8       |
| 16    | Бельгія       | 2      | 2      | 1      | 5       |
| 17    | Чехія         | 2      | 2      | 0      | 4       |
| 18    | Нідерланди    | 1      | 2      | 1      | 4       |
| 19    | Іспанія       | 0      | 3      | 0      | 3       |
| 20    | Нова Зеландія | 0      | 1      | 1      | 2       |
| 21    | Польща        | 0      | 0      | 2      | 2       |
| 22    | Словаччина    | 0      | 0      | 1      | 1       |
| Разом | Разом         | 120    | 120    | 120    | 360     |